# Kaon
Kaon nebo mezon K je druh mezonů (tzv. kaonů), které mají nenulovou podivnost a jejichž nejtěžším kvarkem/antikvarkem, kterým jsou spolutvořeny, je kvark s.
V základních energetických stavech se jedná o následující dva mezony s kvarkovým složením:
- K+ = us
- K0 = ds

a jejich antičástice
- K− = su
- K0 = sd

Mají hmotnost 493,667 ± 0,013 MeV (K±) a 497,648 ± 0,022 MeV (K0).
Kaony jsou bosony a mají spin roven nule.